# Thee Orakle
Os Thee Orakle são uma banda de death/doom metal de Vila Real (Portugal),que teve a sua origem em finais de 2004. Depois de editar um EP, "Secret" e dois álbuns "Metaphortime" e "Smooth Conforts False", a banda terminou o seu percurso musical em 2012.

## Formação actual
Pedro Silva - Vocals;
Micaela Cardoso - Vocals;
José Ricardo Pinheiro - Guitar and Vocals;
Luis Teixeira - Keyboards and Samples;
Frederico Lopes - Drums and Samples;
Daniel Almeida - Bass;
Pedro Mendes - Guitar and Vocals;

## Notícias
2012: “Smooth Comforts False” o segundo e novo álbum dos Thee Orakle, foi editado no dia 20 de Fevereiro pela Ethereal Sound Works. 
Registado nos UltraSoundStudios em Braga, com produção e masterização a cargo de Daniel Cardoso, este álbum conta com as honrosas participações de Yossi Sassi dos israelitas Orphaned Land, Adolfo Luxúria Canibal dos Mão Morta e Marco Benevento dos italianos The Foreshadowing!
http://www.etherealsoundworks.com/index.php?27,thee-orakle-smooth-comforts-false

## Biografia
2010: No início de 2010 os Thee Orakle viajaram até Lisboa para finalizar a tour de divulgação de Metaphortime com a banda amiga, Orphaned Land, de Israel. Com este concerto a banda pôde ter a oportunidade de tocar ao vivo a música Alchemy Awake com Yossi Sassi no Santiago Alquimista. Foi um momento que congelou em algumas memórias.
Passado alguns meses, a banda foi convidada a visitar o norte do Portugal pelos Heavenwood no Teatro Rivoli. Os Thee Orakle fecharam a fase de divulgação da banda portuense, sendo uma das primeiras bandas de metal a pisar o palco de um teatro com tanta história e prestígio.
Após esta fase de concertos que finalizaram a divulgação do passado álbum Metaphortime, inicia-se a fase de composição do sucessor deste álbum. Foi então que a criação foi o ponto máximo da ocupação dos membros da banda… Entretanto os Thee Orakle deixaram de poder contar com o Romeu Dias como guitarrista da banda!

2009: O dia 16 de Março de 2009 foi o dia do lançamento oficial do álbum de estreia da banda. 
Metaphortime foi o seu nome e a tour de divulgação a este trabalho iniciou prontamente com a viagem até à Margem Sul, o S.F.A.L. Jovem no Barreiro recebeu a estreia deste álbum ao vivo dias após o lançamento.
Seguiram-se inúmeros concertos por todo o país e por todo o lado as reacções ao mesmo eram mais que positivas. Quer tenha sido no Metal GDL, na Fnac do Algarve Shopping, no Vagos Open Air, no Festival Côrtes de Lamego ou no Vimaranes Metallvm em Guimarães, as opiniões a Metaphortime superavam as expectativas da banda.
Como já foi referido, este álbum teve a participação especial do guitarrista e compositor Yossi Sassi Sa’aron dos israelitas Orphaned Land que com muita amizade tocou o bouzouki – guitarra tradicional grega – na faixa Alchemy Awake.
Por de entre as datas que a Metaphortime Tour levou a cabo, a banda cruzou-se em palco com bandas de renome nacional e internacional tais como, Bal-Sagoth, W.A.K.O., Dark Tranquility, Cynic, Amon Amarth, etc.
Também as críticas feitas a Metaphortime foram extremamente positivas e enquanto que os tópicos da banda nos fóruns mais visitados nacional e internacionalmente, aumentavam de visitantes e comentários, as reviews foram juntamente surgindo e entre tantas pode-se destacar, INFERNAL MASQUERADE WEBZINE - Dark Emperor – USA -  91/100; THOUGHTS OF METAL - Tim Vervaeke – Belgium –“… one of the surprises of 2009.”; Metal Archives - Lord_Pain - 80%; METAL OBSERVER - Sebastian
- (8,5/10); Metal Team Uk - Pete Woods – “…cold shiver down the spine.”; Femme Metal - Tony Cannella - Rating - 80/100; The Bronze Age – João Bronze, «Metaphortime» é um neologismo sonante que merece mesmo ser revelado - [ 87 / 100 ]; Metal Webzine - Pedro Rodrigues – “…um disco obrigatório na colecção de qualquer metaleiro."; SoundZone – Nuno Costa – “…uma nova alma e maturidade…”. 

2008: Inicia-se o processo de criação das músicas que completaram o álbum de estreia e ao mesmo tempo, converte-se a sala de ensaios numa espécie de estúdio de pré-produção caseiro, onde tudo iria acontecer a partir de então e estudado até ao ínfimo pormenor.
Durante esta fase de criação a banda escolheu não voltar dos palcos ou a qualquer outro acto promocional por cerca de quatro meses!
Em Janeiro o estúdio das gravações finais foi então anunciado, os UltraSoundStudios (Braga-PT) com o produtor Daniel Cardoso (Head Control System).
Em Abril começaram então as gravações da pré-produção no estúdio caseiro e as gravações finais em Braga agendadas para Agosto e Setembro!
Outro pormenor importante foi então anunciado, como convidado especial e uma participação amigável, o Yossi Sassi Sa'Aron dos Israelistas Orphaned Land, vai tocar então uma guitarra tradicional grega, o Bouzouki numa das músicas do álbum de estreia!
Finalmente as gravações começam, e como previamente programado, começam pela secção rítmica (bateria e baixo), depois as guitarras (ritmos e solos) com a pequena surpresa da participação de Pedro Mendes num solo de guitarra e duas novas colaborações com flauta transversal e violino que terminam a segunda semana de captações. Os teclados, samples e vozes foram captados logo depois, com a especial e nada programada participação de Daniel Cardoso nas vozes. Duas semanas mais foram necessárias para a mistura e masterização de todo o trabalho final!
No final de Outubro, Metaphortime estava terminado… O conceito do álbum é então revelado e resume-se a história… todas as músicas são como capítulos de um livro…Uma história baseada na Alquimia com uma verdadeira pesquisa histórica e factos verdadeiros envolvidos!
Os últimos meses do ano foram então a revigorar o aspecto do Myspace e todo o layout e artwork do album…Assim como muito tempo de negociação com editoras!
2007: A edição de autor, o EP “Secret”, é lançada em Abril, um misto de death/doom gothic metal. Participam pois numa das Warm Up do Barroselas Metal Fest; e iniciam a Secret Tour, com diversos concertos a nível nacional, dos quais se destaca as duas datas de banda de apoio à visita dos israelitas Orphaned Land a Portugal. Tornam-se ibéricos ao visitar por duas vezes o território espanhol, em festivais de rock/metal. As críticas dentro e fora do país aumentam e “Secret” é comentado maioritariamente de maneira positiva, destacam-se a Metal Observer e a Metal Team UK. Entretanto e auxiliando o alargar de horizontes alguns dos temas do EP são escutados regularmente em rádios nos E.U.A., Alemanha e Espanha; não deixando claro de o mesmo se repetir em várias rádios nacionais. Ao mesmo tempo, Webzines e promotoras, convidam a banda a divulgar alguns temas em compilações. Após o fim do Verão e das datas estipuladas para a Secret Tour, a banda dedica o máximo de tempo à composição do 1º registo de longa duração que vai ser gravado no próximo ano…
2006: A banda inicia este novo ano com bastante garra, os convites que os Thee Orakle recebiam foram aumentando, e assim o número de concertos também. Em Janeiro a banda é convidada a apresentar-se no primeiro Guimarães Metal Fest; entretanto participaram no concurso da conceituada revista LOUD!.Pelo estrangeiro a banda começa a divulgar algumas músicas, através da Breakthru Radio nos E.U.A.; o conceituado site Live 4 Metal faz também uma óptima crítica acerca da desenvoltura dos elementos dos Thee Orakle e da qualidade de algumas músicas. A nível nacional, a Webzine Lusitânia de Peso convida a banda a ceder um tema, Sea of Life, da Demo de 2005, para a sua primeira compilação. Durante este ano a banda esteve também a trabalhar na composição e gravação do seu primeiro EP, ao mesmo tempo que ia tocando com bandas como God, Holocausto Canibal, etc. No final do ano a banda participa no concurso nacional de bandas Ga-Rock Fest arrecadando o 1º lugar.

2004/
2005: A história da banda começou em Dezembro de 2004, quando os primos Fred e Romeu juntaram-se ao amigo e vizinho Luis e ainda Pedro. Em Março de 2005, completam line-up e iniciam a fase de trabalho. Gravam Demo com Daniel Carvalho nos primeiros estúdios da Fast Forward no Porto. O primeiro concerto da banda efectuou-se no festival nacional de bandas Rock Nordeste em Julho, onde alcançaram o 3º lugar e efectuam alguns concertos, mostrando o seu trabalho pela região norte.

## Discografia
Album 2012 - Smooth Comforts False
```
   1. Faraway Embrace*
   2. Psi-drama 
   3. Mysterious Hours 
   4. Foretoken 
   5. Evil Dreams***
   6. Winter Threat**
   7. The Bridge of the River Flowing 
   8. Hopefulness 
   9. Rescue of Mind 
```

```
* Com a participação de Adolfo Luxúria Canibal (Mão Morta)
** Com a participção de Marco Benevento (The Foreshadowing)
*** Com a participação de Yossi Sassi (Orphaned Land)
```

Album 2009 - Metaphortime
```
   I. Knowing Anguish
   II. All Way Down
   III. Ghost Memories
   IV. The Great Masterpiece
   V. Quimera Metamorphosis
   VI. Never-Ending Dilemma
   VII.White Linen*
   VIII. Alchemy Awake**
   IX. Unexpectable Conformity
   X. Feeling Superior Knowlegde***
```

```
* Com a participação de Daniel Cardoso e Pedro Mendes
** Com a participação de Yossi Sassi Sa'Aron
*** Com a participação de Tatiana Campos e Hugo Santos
```

EP 2007 - Secret
```
  1. At the Gates of Orakle
  2. Emptyness
  3. Queen of Creation
  4. Secret
  5. Moment of Eternity
  6. Sea of Life
```

Demo 2005 - Thee Orakle
```
  1. Sight points
  2. Queen of creation
  3. Moment of eternity
  4. Sea of life
  5. Fine & fairy clouds
```